# 1429 Pemba
1429 Pemba este un asteroid din centura principală, descoperit pe 2 iulie 1937, de Cyril Jackson.